# Ed Pinckney
Edward Lewis „Ed” Pinckney (ur. 27 marca 1963 w Nowym Jorku) – amerykański koszykarz, występujący na pozycjach skrzydłowego, reprezentant Stanów Zjednoczonych, po zakończeniu kariery sportowej trener koszykarski.
W 1981 wystąpił w meczu gwiazd amerykańskich szkół średnich - McDonald’s All-American.

## Osiągnięcia
NCAA
- Mistrz NCAA (1985)[2]
- MOP (Most Outstanding Player) NCAA Final Four (1985)[3]
- Laureat nagrody – Robert V. Geasey Trophy (1985)[4]
- Zaliczony do I składu turnieju[4]:
  - ACC (1982, 1984, 1985)
  - NCAA (1985)[5]

Reprezentacja
- Mistrz igrzysk panamerykańskich (1983)[6]
- Brązowy medalista uniwersjady (1983)[7]